# كورويشي (آوموري)
كورويشي مدينة تقع ضمن محافظة آوموري في اليابان، تأسست في 7/1/1954.

## توأمة
لكورويشي (آوموري) اتفاقيات توأمة مع:
- يونغتشون (17 أغسطس 1984 - )[4]